# Monnina pichinchensis
Monnina pichinchensis är en jungfrulinsväxtart som beskrevs av Eriksen. Monnina pichinchensis ingår i släktet Monnina och familjen jungfrulinsväxter. Inga underarter finns listade i Catalogue of Life.